# Podhladitev
Podhladitev ali hipotermija je pri človeku opredeljena kot temperatura telesnega jedra pod 35,0 °C (95,0 °F). Simptomi so odvisni od temperature. Pri blagi podhladitvi sta to tresavica in duševna zmedenost. Pri zmerni podhladitvi tresavica poneha in se zmedenost okrepi. Pri hudi hipotermiji se lahko pojavijo halucinacije in #paradoksno slačenje, pri katerem človek odstranjuje svoja oblačila kljub podhlajenosti, ter povečano tveganje za zastoj srca.
Podhladitev ima dve glavni vrsti vzrokov. Običajno jo povzročita izpostavljenost hladnemu vremenu in potopitev v mrzlo vodo. Pojavi se lahko tudi zaradi stanj, ki zmanjšajo nastajanje toplote ali povečajo izgubo toplote. To običajno vključuje zastrupitev z alkoholom, lahko pa tudi nizek krvni sladkor, anoreksijo ali napredovalo starost. Telesna temperatura se v območju 36,6–37,5 °C običajno ohranja s termoregulacijo. Poskusi za ogretje telesa vključujejo tresavico, večjo hotno dejavnost in toplejša oblačila. Podhladitev lahko diagnosticiramo na podlagi simptomov osebe v prisotnosti dejavnikov tveganja ali z merjenjem temperature jedra.
Zdravljenje blage podhladitve vključuje toplo pijačo, topla oblačila in hotno telesno dejavnost. Pri zmerni podhladitvi so priporočljive tople odeje in segrete intravenske tekočine. Zmerno ali hudo podhlajene ljudi je treba premikati obzirno. Pri hudi podhladitvi sta lahko koristna zunajtelesna membranska oksigenacija (ECMO) ali kardiopulmonalni obvod. Pri ljudeh brez pulza je potrebno kardiopulmonalno oživljanje (CPR) v kombinaciji z naštetimi ukrepi. Ogrevanje običajno poteka, dokler se telesna temperatura prizadete osebe ne zviša nad 32 °C. Če se do takrat njeno stanje ne izboljša ali če je raven kalcija v krvi kadar koli višja od 12 mmol/liter, se lahko oživljanje prekine.
Podhladitev je v ZDA vzrok vsaj 1500 smrti na leto. Pogostejša je pri starejših ljudeh in moških. Ena od najnižjih dokumentiranih temperatur, ki jih je nekdo z nenamerno podhladitvijo preživel, je bila 12,7 °C (54,9 °F) pri 2-letnem dečku s Poljskega. Opisano je bilo preživetje po več kot šestih urah oživljanja. Pri osebah, pri katerih uporabijo ECMO ali obvod, je preživetje približno 50-odstotno. Smrti zaradi podhladitve so imele pomembno vlogo v številnih vojnah.
Izraz hipotermija izhaja iz grščine, in sicer 'ga sestavljata besedi ῠ̔πο (ypo), kar pomeni »pod«, in θέρμη (thérmē), kar pomeni »toplota«. Nasprotje hipotermije je hipertermija, zvišana telesna temperatura zaradi motnje uravnavanja telesne temperature (termoregulacije).